# Mehmet Özgür
Mehmet Özgür (Antalya, 1970. augusztus 30.–) török színész.

## Életrajz
Mehmet Özgür tanulmányait az Isztambuli Egyetem színház szakán végezte.
1988-ban az antalyai közösségi központban kezdte pályáját, 1993-tól pedig az Állami Színház tagja lett. 2004-ben szerepelt kamera előtt első ízben egy televíziós sorozatban.
2013-ban Lütfi pasát alakította a Szulejmán c. televíziós sorozatban.
Ugyanettől az évtől kezdve a Suskunlar (Szótlanság) televíziós sorozatban Takoz İrfan szerepében ismerhette meg a közönség Törökországban. Néhány éve színházi rendezőként is dolgozik.

## Filmográfia
| alkotás                                 | év        | szerep                                        | rendezte (megjegyzés)                                                                                               |
| --------------------------------------- | --------- | --------------------------------------------- | --- |
| Alparslan: Büyük Selçuklu               | 2021      | Nizam al-Mulk                                 | |
| Hay Sultan                              | 2021      | Abdul Qadir Gilani                            | |
| Uyanış: Büyük Selçuklu                  | 2020      | Nizam al-Mulk                                 | |
| Jet Sosyete                             | 2020      | Polat Sakinoğlu                               | |
| Ya İstiklal Ya Ölüm                     | 2020      | Mehmet Akif Ersoy                             | |
| Cinayet Süsü                            | 2019      |                                               | |
| Vuslat                                  | 2019–2020 | Salih Koluber - Salih Baba                    | |
| Ölümlü Dünya                            | 2018      | İlhami                                        | |
| Söz                                     | 2017–2018 | Agah (Hamit Karasu)                           | |
| Masum                                   | 2017      | Selahattin                                    | |
| İçimdeki Fırtına                        | 2017      |                                               | |
| Hanım Köylü                             | 2016      | Düzgün Ağa                                    | |
| 125 Years Memory                        | 2015      | Âli Bey                                       | |
| Abluka                                  | 2015      | Kadir                                         | |
| En Güzeli                               | 2015      |                                               | |
| Filinta                                 | 2015      | Gıyaseddin Hatemi                             | |
| Ekisporter                              | 2015      |                                               | |
| Tut Sözünü                              | 2015      | Tokyolu                                       | |
| Muhteşem Yüzyıl Szulejmán               | 2013      | Lütfi pasa (magyar hang: Barabás Kiss Zoltán) | Yağmur Taylan Durul Taylan televíziós sorozat                                                                       |
| Çalıkuşu Madárka                        | 2013      | Seyfettin (magyar hang: Kőszegi Ákos)         | Çağan Irmak, Doğan Ümit Karaca sorozat                                                                              |
| Bana Bir Soygun Yaz                     | 2012      | Hacamat                                       | |
| Suskunlar                               | 2012      | Takoz İrfan                                   | |
| Tepenin Ardı                            | 2012      | Mehmet                                        | Emin Alper mozifilm                                                                                                 |
| Suskunlar                               | 2012      | Takoz İrfan                                   | Çağrı Lostuvalı, Çağatay Tosun, Umur Turagay televíziós sorozat                                                     |
| Rakı Masası                             | 2012      | Süleyman                                      | Gökhan Horzum rövidfilm                                                                                             |
| Mevsim Çiçek Açtı                       | 2012      |                                               | A. Levent Üngör mozifilm                                                                                            |
| Bana Bir Soygun Yaz                     | 2012      | Hacamat                                       | Biray Dalkıran mozifilm                                                                                             |
| Hop Dedik: Deli Dumrul                  | 2011      |                                               | Oğuz Yalçın mozifilm                                                                                                |
| IV. Osman                               | 2009      | Necip Yılmaz                                  | Gül Güzelkaya, Semra Dündar televíziós sorozat                                                                      |
| Kollama                                 | 2008–2011 | Necip Yılmaz                                  | Cem Akyoldaş, Cemile Kırmızı Karadaş, Ercan Durmuş, Gül Güzelkaya, Ömer Gökhan Erkut, Taner Tunç televíziós sorozat |
| Kendi Okulumuza Doğru                   | 2008      | Necip                                         | Ömer Gökhan Erkut, Sabri Saydam, Hasan Kıraç, Cemile Kırmızı Karadaş televíziós sorozat                             |
| Sözün Bittiği Yer                       | 2007      | Turgut                                        | İsmail Güneş mozifilm                                                                                               |
| Kelebek                                 | 2007      |                                               | |
| Memleket Hikayeleri – Telgrafın Telleri | 2006      | Musa                                          | Serkan İpekören televíziós sorozat                                                                                  |
| Haylaz Babam                            | 2005      | Kerem                                         | |
| Çözde Al Mustafa Ali                    | 2005      | Mustafa Ali                                   | |
| Tarçın Konuştu                          | 2004      | Kerem                                         | |

## Fordítás
- Ez a szócikk részben vagy egészben  a   Mehmet Özgür című török Wikipédia-szócikk fordításán alapul.  Az eredeti cikk szerkesztőit annak laptörténete sorolja fel. Ez a jelzés csupán a megfogalmazás eredetét és a szerzői jogokat jelzi, nem szolgál a cikkben szereplő információk forrásmegjelöléseként.